# معركة رأس الفوليجة
معركة رأس الفوليجة، فى يوم 27 من شهر سبتمبر 1923م نصب المجاهدون الليبيون كمين مُحكم لدورية إيطالية عند رأس بوفليجة على الطريق الرابط بين مدينتى غريان والعزيزية، فسقط الإيطاليون بين قتلى وأسرى.

## أحداث المعركة
بعد إحتلال غريان و أثناء تجدد حركة المقاومة في المناطق المحتلة، نصب حوالي 35 من المجاهدين من الجعافرة و القواليش و ورشفانة و قماطة و القواسم و أولاد بريك كمينا ناجحا لدورية إيطالية مشكله من بعض الضباط و الجنود كانت تقوم بعملية إستطلاعية في العزيزية عند رأس بوفليجة و هاجمو السيارة العسكرية التي كانت تقل القبضان بيتزي، و القبضان كلو، و الملازم تابوغا، و الملازم تاجي، و جندي إيطالي و أخر إريتري، و قد أدي الصدام إلي مقتل الضابطين تاجي و كلو و الجندي الإريتري، و تم تعطيل السيارة و حرقها، أما بقية أفراد الدورية فقد وقعو أسرى و نقلو إلى بلدة العربان و بقوا فيها بضعة أيام و من ثم نقلوا بإمر من المجاهد محمد سوف المحمودى إلى بني وليد التي كانت في هذه فترة خارج نطاق المناطق المحتلة فبقو عند زعيمها المجاهد عبد النبي بلخير.

## ردود أفعال الإيطاليين بالعزيزية
أثار كمين رأس بوفليجة ردود فعل إنتقامية من قبل الإيطاليين المتواجدين في العزيزية فهاجمو الليبيين العزل هناك و قتلو ثلاثة ليبين من عمال المحاجر

## مصير الأسرى الإيطاليين
عند الهجوم الإيطاليين علي بني وليد و احتلالها في شهر ديسمبر من نفس العام 1923 م عقب معركة وادى دينار، تم قتل الأسرى بإمر من المجاهد عبد النبي بلخير و لكن كتبت نجاة لأحد الضباط من الموت المحقق و هو تابوغا فلم يكن جرحه قاتلا و لكن فقد القدرة علي الكلام، فأصبح الشاهد الأبكم الذي يروي للإيطاليين ما حدث عن طريق الكتابة.

## الإنتقام من المنفدين
تم اعدام مجموعة من قماطة و ورفلة و بعض القواليش وبالإضافة الى احد قادة الكمين وهوا محمد بوفليجة الورشفاني نتيجة اشتراكهم في مهاجمة الدورية الإيطالية عند رأس بوفليجة بعد محاكمات صورية و صودرت أموالهم و أراضيهم و علقو علي أعواد المشانق في العزيزية و بنى وليد.

## أنظر أيضا
- معركة تارسين
- معركة الهاني
- معركة القرضابية
- معركة المرقب
- محمد سوف المحمودى
- عبد النبى بالخير
- غريان